# 天保の改革
天保の改革（てんぽうのかいかく）は、江戸時代の天保年間の天保12年 - 14年（1841年 - 1843年）に行われた幕政や諸藩の改革の総称である。享保の改革、寛政の改革と並んで、江戸時代の三大改革の一つに数えられる。貨幣経済の発達に伴って逼迫した幕府財政の再興を目的とした。またこの時期には、諸藩でも藩政改革が行われた。

## 概要

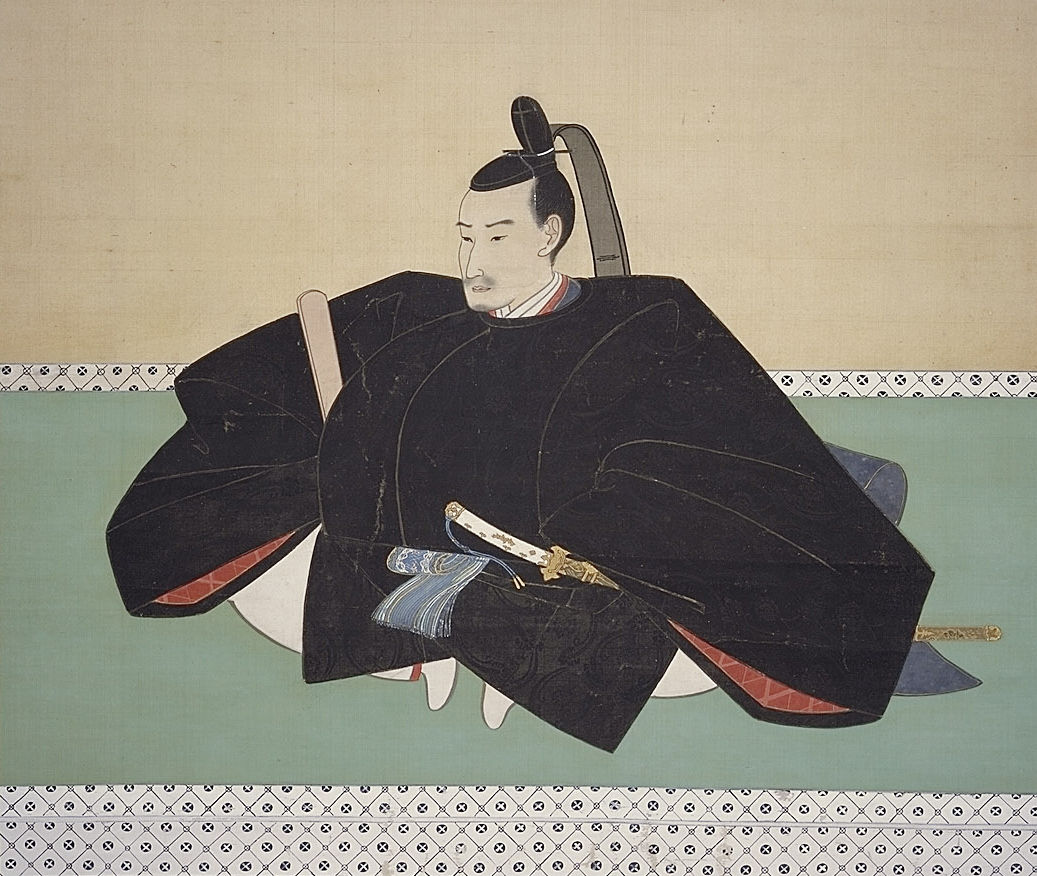
水野忠邦

天保年間には全国的な凶作による米価・物価高騰や天保の大飢饉、百姓一揆や都市への避難民流入による打ち壊しが起こっており、天保7年（1836年）には甲斐国における天保騒動や三河加茂一揆、翌天保8年（1837年）には大坂での大塩平八郎の乱などの国内事情に加え、阿片戦争やモリソン号事件など対外的事件も含め、幕政を揺るがす事件が発生していた。
天保8年（1837年）、将軍徳川家斉は西丸に退隠して大御所となり、徳川家慶が将軍に就任した。老中首座の水野忠邦は天保9年（1838年）には農村復興を目的とした人返令や奢侈の禁止を諮問し、水戸藩主徳川斉昭による後援も得たが、大奥や若年寄の林忠英、水野忠篤、美濃部茂育ら西丸派（家斉の寵臣達）によって幕政改革は抵抗を受けていた。
天保12年（1841年）に大御所であった家斉が薨去すると、水野忠邦は忠英・忠篤・茂育ら西丸派や大奥に対する粛清を行って人材を刷新し、農本思想を基本とした天保の改革を開始した。同年5月15日に将軍家慶は享保・寛政の改革の趣意に基づく幕政改革の上意を伝え、忠邦は幕府各所に綱紀粛正と奢侈禁止を命じた。1842年（天保13年）に改革案の原案作成をめぐり窪田清音と羽倉簡堂の間で路線論争が起きた時は、羽倉案を採用する。改革は江戸町奉行の遠山景元・矢部定謙を通じて江戸市中にも布告され、華美な祭礼や贅沢・奢侈はことごとく禁止された。
景元・定謙の両名は厳格な統制に対して上申書を提出し、見直しを進言したが、忠邦は奢侈禁止を徹底し、同年に定謙が失脚すると後任の町奉行には忠邦腹心の目付であった鳥居耀蔵が着任した。物価高騰の沈静化を図るため、耀蔵は問屋仲間の解散や店頭・小売価格の統制や公定賃金を定め、没落旗本や御家人向けに低利貸付や累積貸付金の棄捐（返済免除）、貨幣改鋳を行った。

## 人事刷新
大御所時代に幕府の風紀は乱れ、賄賂が横行した。頽廃した家斉時代の幕閣たちの多くが処分を受けた。
- 水野忠篤（御側御用取次） - 免職、5,000石没収の上、旗本寄合席（無役）に左遷
- 林忠英（若年寄） - 免職、8,000石没収の上、菊間縁頬詰に左遷
- 美濃部茂育（小納戸頭取） - 免職、3,000石没収の上、甲府勤番に左遷
- 田口喜行（勘定奉行） - 免職、2,000石没収の上、小普請組（無役）に左遷
- 中野清茂（元新御番組頭） - 登城禁止、屋敷没収

その総計は御目見以上（旗本）で68人、御目見以下（御家人）894人であった。
代わって以下の人物を登用した。
- 真田幸貫（老中、信濃国松代藩主）
- 堀親寚（側用人、信濃国飯田藩主）
- 遠藤胤統（若年寄、近江国三上藩主）
- 本庄道貫（若年寄、美濃国高富藩主）
- 本多忠徳（若年寄、陸奥国泉藩主）
- 遠山景元（北町奉行）
- 矢部定謙（南町奉行）
- 岡本正成（信州中野の代官　→　勘定吟味方　→　勘定奉行）[8]
- 跡部良弼（勘定奉行） ※忠邦の実弟
- 川路聖謨（小普請奉行）
- 鳥居耀蔵（目付）
- 江川英龍（韮山代官）
- 渋川敬直（天文方見習兼御書物奉行）
- 後藤三右衛門（金座御金改役）
- 高島秋帆（砲術方与力）

## 綱紀粛正
倹約令を施行し、風俗取締りを行い、芝居小屋の江戸郊外（浅草）への移転、寄席の閉鎖など、庶民の娯楽に制限を加えた。歌舞伎役者の7代目市川團十郎、人情本作家の為永春水や柳亭種彦などが処罰された。
寄席に対する規制は同年2月に実施され、町方や寺社境内、新吉原などに200ヶ所を超える寄席が存在していたが、一部の古くから存在する寄席を除いて大半が規制を受け、廃業した。また、閉鎖を免れた寄席も、演目を神道講釈や心学など娯楽以外のものに限るなど規制を受け、寄席は衰微したが、忠邦失脚後には息を吹き返した。
特に歌舞伎に対し、市川團十郎の江戸追放、役者の生活の統制、興行地の限定（江戸・大坂・京都のみ）といった苛烈な弾圧が加えられた。それまで江戸の繁華街にあった江戸三座（中村座・市村座・森田座）を、天保12年（1841年）の中村座の焼失を機に建替えを禁止し、郊外であった浅草の一角の猿若町に移転が実施された。歌舞伎の廃絶まで考慮されたが、そこまでに至らなかったのは、北町奉行であった遠山景元の進言によるものと言われている。歌舞伎劇場が市内に戻ってくるのは、明治5年（1872年）まで待たねばならなかった。合わせて陰間茶屋も禁止された。

## 軍制改革
阿片戦争で清がイギリスに敗れたことにより、従来までの外国船に対する打払令を改めて薪水給与令（1842年。「天保の薪水給与令」）を発令し、燃料・食料の支援を行う柔軟路線に転換した。一方で江川英龍、高島秋帆に西洋流砲術を導入させ、近代的な軍備を整えさせた。

## 経済政策
人返し令
幕府への収入の基本は農村からの年貢であったが、当時は貨幣経済の発達により、農村から都市部へ人口が移動し、年貢が減少していた。そのため、江戸に滞在していた農村出身者を強制的に帰郷させ、安定した収入源を確保しようとした。
株仲間解散令
高騰していた物価を安定させるため、株仲間を解散させて、経済の自由化を促進しようとした。しかし株仲間が中心となって構成されていた流通システムが混乱してしまい、かえって景気の低下を招いた。
農村へ帰り年貢を納める事を急がない者も出てきて、逆に農村は経済的にゆとりを持って暮らしていた様だった。その結果、農村へ帰った者は幕府へ帰ることを忘れてしまったが、農村で信用ある地位につく事となった。
上知令（上地令）
上知令を出して江戸や大坂周囲の大名・旗本の領地を幕府の直轄地とし、地方に分散していた直轄地を集中させようとした。これによって幕府の行政機構を強化するとともに、江戸・大坂周囲の治安の維持を図ろうとした。大名や旗本が大反対したため、上知令は、一部の例外（新潟）のみの実施で終わった。
これが3代将軍・徳川家光の武断政治の世なら通用していただろうと揶揄され、将軍・家慶からも撤回を言い渡されるほど不評であり、さらに鳥居耀蔵が反対派に寝返ると、天保14年（1843年）に忠邦が退陣するきっかけになった。改革の切り札となるはずだった上知令は、かえって改革自体を否定することになった。
金利政策
相対済令の公布とともに、一般貸借金利を年1割5分から1割2分に引き下げた。そして札差に対して、旗本・御家人の未払いの債権を全て無利子とし、元金の返済を20年賦とする無利子年賦返済令を発布し、武士のみならず民衆の救済にもあたった。しかし貸し渋りが発生し、逆に借り手を苦しめることになった。
改鋳
また、貨幣発行益を得るために貨幣の改鋳を行った。貨幣発行益を目的とする改鋳は江戸時代の多くの時期で行われ、それによって穏やかなインフレーションが発生して景気も良好となっていたが、天保の改革においては以前とは異なり猛烈な勢いで改鋳を行ったため高インフレを招いた。

## 評価
天保の改革が行われた時期には、既に幕府の権威が低下してきたこと、加えて財政のみならず行政面など問題点が多かったため、大奥による改革への妨害があり、結果的に改革が煩雑となってしまい、社会を混乱に導き、失敗と判断された。更に忠邦失脚後に株仲間が再興されたことで、幕府権力が商業資本の前に自己の政策を貫徹できなかったという、幕藩体制にとっては悪しき先例を残す結果となり、幕府の衰退を早めたとする見方もある。
これに対して、同時期に長州藩や薩摩藩はそれぞれ国情に応じた改革を実行した。その成果によって薩長の財政は改善され、幕末には雄藩と言われるほどの力を得ることができたた。
この時期には商品経済が発達しており、GDPにおける農業の割合は低下していた。それにより幕府の財政が苦しくなっており、根本的な問題は解決しなかった。